# Ліпском (Алабама)
Ліпском (англ. Lipscomb) — місто (англ. city) в США, в окрузі Джефферсон штату Алабама. Населення — 2086 осіб (2020).

## Географія
Ліпском розташований за координатами 33°25′34″ пн. ш. 86°55′34″ зх. д. / 33.42611° пн. ш. 86.92611° зх. д. (33.426054, -86.926026).  За даними Бюро перепису населення США в 2010 році місто мало площу 3,04 км², уся площа — суходіл.

## Демографія
Згідно з переписом 2010 року, у місті мешкало 2210 осіб у 812 домогосподарствах у складі 554 родин. Густота населення становила 727 осіб/км².  Було 950 помешкань (312/км²).
Расовий склад населення:
| - 61,0 % — чорних або афроамериканців - 22,0 % — білих - 1,1 % — корінних американців - 15,0 % — осіб інших рас |

До двох чи більше рас належало 0,9 %. Частка іспаномовних становила 19,7 % від усіх жителів.
За віковим діапазоном населення розподілялося таким чином: 26,5 % — особи молодші 18 років, 61,7 % — особи у віці 18—64 років, 11,8 % — особи у віці 65 років та старші. Медіана віку мешканця становила 34,8 року. На 100 осіб жіночої статі у місті припадало 92,2 чоловіків;  на 100 жінок у віці від 18 років та старших — 87,3 чоловіків також старших 18 років.
Середній дохід на одне домашнє господарство  становив 43 382 долари США (медіана — 26 163), а середній дохід на одну сім'ю — 46 384 долари (медіана — 30 625). Медіана доходів становила 26 958 доларів для чоловіків та 20 230 доларів для жінок. За межею бідності перебувало 30,6 % осіб, у тому числі 44,0 % дітей у віці до 18 років та 16,9 % осіб у віці 65 років та старших.
Цивільне працевлаштоване населення становило 932 особи. Основні галузі зайнятості: мистецтво, розваги та відпочинок — 17,5 %, освіта, охорона здоров'я та соціальна допомога — 15,8 %, науковці, спеціалісти, менеджери — 12,9 %, будівництво — 12,7 %.

## Відомі мешканці
Вірджинія Хілл (1916–1966) — одна з найвідоміших жінок гангстерського світу, була кур'єром з перевезення «чорного нала» і коханкою знаменитого Баґсі Сигела.